# Alex Browning
Alexander Theodore Browning es un personaje ficticio de la franquicia Destino final, interpretado por el actor Devon Sawa. Es el protagonista de la primera película de la saga. Browning es un estudiante de la Escuela Secundaria Mt. Abraham y uno de los sobrevivientes que logra "engañar" a la muerte después del acidente del Vuelo 180 de Volée Airlines. Es el sexto sobreviviente en morir.

## Biografía
Alex Browning nació el 25 de septiembre de 1982 en la ciudad ficticia de Mt. Abraham, Nueva York, hijo de Ken y Barbara Browning. Brown mantuvo una relación de amistad con los hermanos Todd y George Waggner desde la infancia y fueron compañeros de clase en la secundaria. Browning estudiaba en la secundaria Abraham, donde mantenía una relación de rivalidad con Carter Horton. Ambos personajes confrontan frecuentemente y, a menudo, no pueden controlar el altercado físico. Browning es uno de los estudiantes que calificaron para el viaje del curso a París, Francia, como parte de la excursión anual de la escuela.

### Destino final
En Destino final, Browning y el último curso de la escuela secundaria Mount Abraham abordan el Vuelo 180 de Volée Airlines, destinado a partir del Aeropuerto JFK hacia París, Francia. A bordo del avión, Browning experimenta una premonición de que el avión explotará en el aire. Tras advertir a todos, Browning y algunos de sus compañeros de clase son retirados del avión. Mientras espera ser recogido por sus padres, Alex es testigo de cómo el avión explota al despegar, tal como lo  había predicho. Los agentes del FBI, Schreck y Weine, entrevistan a los sobrevivientes y creen que Browning fue responsable de atentar contra el Vuelo 180. Durante la ceremonia de conmemoración de la escuela a los fallecidos, Browning nota que ambos agentes lo observan, por lo que entabla una relación cercana con Clear Rivers, quien fue la única en mostrarse convencida de la predicción de Browning. Todd y Terry Chaney son los primeros en morir, exponiendo a Browning al enojo de los padres de los hermanos Waggner. Con la ayuda de Clear, Browning se reúne con William Bludworth, un funerario que sabe más sobre la muerte como ninguna otra persona. Más tarde a esa misma noche, Browning se da cuenta de que la Muerte está tras sus vidas y que los ataca de acuerdo al orden de sus muertes en la predicción del estaillido del avión. Browning y Clear Rivers intentan salvar a los sobrevivientes, pero fracasan en sus intentos, con la excepción de Carter, a quien salvan de un tren. Consciente de que está a punto de morir, Browning recuerda que había intercambiado asientos en el avión durante su premonición original, por lo que refiere que Clear Rivers moriría antes que él. Al encontrar a Rivers dentro de su auto, atrapada por cables eléctricos e incendiados, fuera de control, Browning toma los cables con sus propias manos para permitir que Rivers escape del coche. Browning sobrevive al incidente y cree haber vencido el plan de la Muerte. Meses después, viaja a París junto a Rivers y Carter. La historia concluye en un principio con Carter salvándole la vida a Alex. Un cartel de neón mata a Carter, dejando a Browning y Rivers como los únicos sobrevivientes de la primera película.

#### Final alternativo
En un final alternativo de la película, Browning y Rivers tienen relaciones sexuales en la playa, justo antes de encontrarse a Carter Horton y Billy Hitchcock en un descampado. De dicho encuentro sexual, Rivers queda embarazada. En ese fin alternativo, Browning muere en el incidente de rescate de Rivers, cuando muere a causa de los cables. Nueve meses después, Rivers da a luz a Alexander "Alex" Chance Browning y se junta con Carter, dando a entender que han derrotado a la muerte.

### Menciones en otras películas
En la secuela, Destino final 2, Rivers revela a Kimberly Corman, que Browning murió al caerle un ladrillo en la cabeza cuando caminaba junto a un edificio en construcción. En otra versión del guión, Browning, se indica que murió a causa de un ventilador que lo decapita. Una tercera escena alternativa del guión pone a Browning como víctima fatal de un virus carnívoro. Browning fue mencionado brevemente en Destino final 3 y repareció en Destino final 5, junto con el curso de su escuela, cuando son retirados del Vuelo 180. Se ve a Browning advirtiendo que el avión explotaría al despegar, revelando que la película (FD5) es una precuela de la primera película.

## Casting
"No hay muchas cosas buenas, ya sabes, para mi edad. Sueles obtener muchos guiones, la mayoría de grupos de adolescentes que son simplemente "basura". Y luego obtuve el rol en el Vuelo 180 ... quiero decir, fue simplemente increíble".
Devon Sawa sobre cómo recibió el protagonismo de su personaje en Destino final.

El rol de Alex Browning fue desafiante para los guionistas, ya que quisieron que el personaje mostrara distintas emociones a lo largo de la película. El papel de Browning fue interpretado por el actor canadiense Devon Sawa, conocido por la película de 1999 Idle Hands. Sawa comentó que cuando leyó el guión, se encontraba en un avión, lo que lo asustó

## Recepción

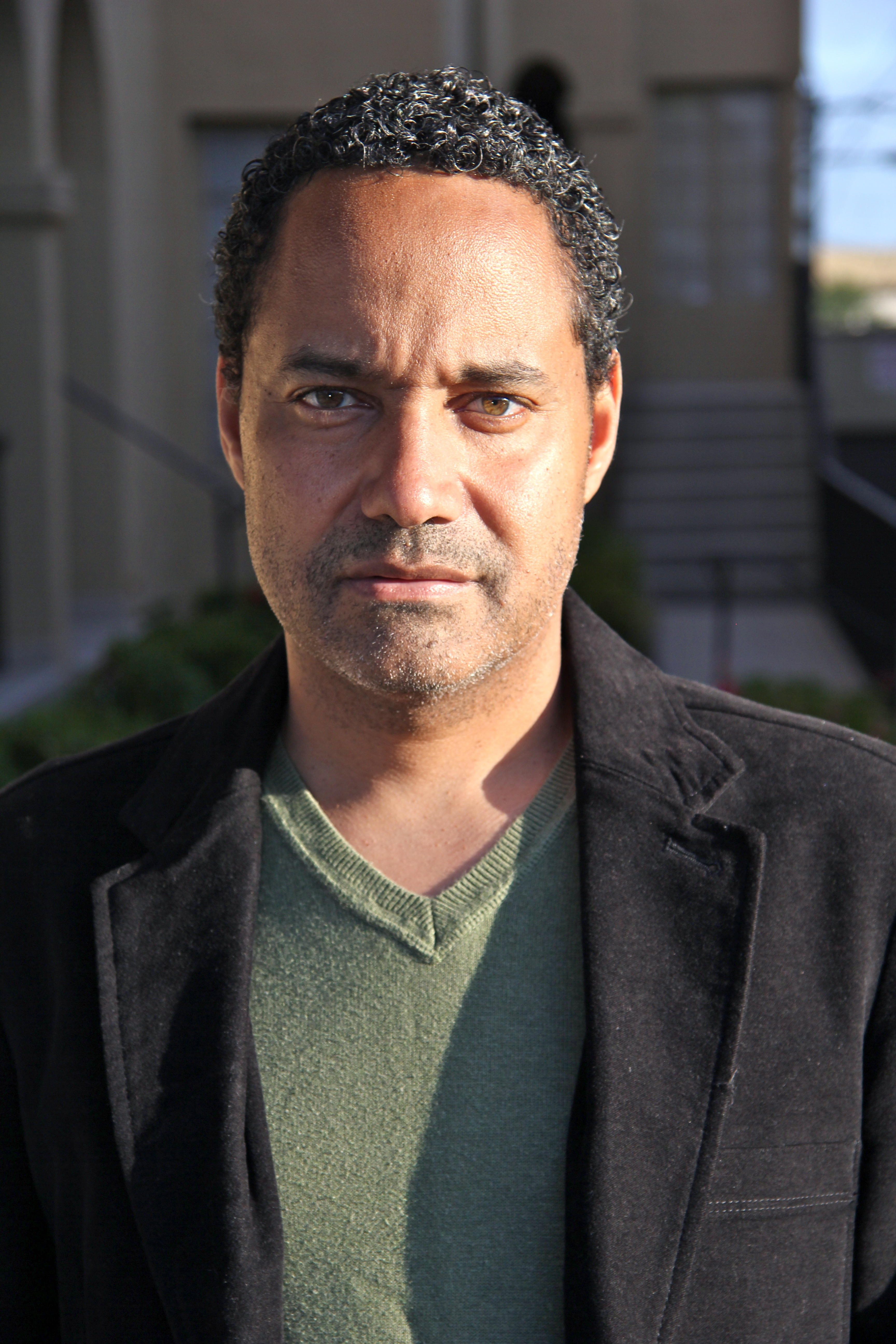
Jeffrey Reddick, creador del personaje.

La actuación de Sawa le valió un Premio Saturno a la Mejor Interpretación de un Actor más Joven, y una nominación de los Premios Blockbuster Entertainment al Actor Favorito en Terror (solo en Internet). Además, Sawa recibió críticas generalmente positivas entre los críticos. Stephen Holden de The New York Times comentó que "El desastre y las premoniciones de Alex crearon una fábula dura sobre la muerte y las ilusiones de invulnerabilidad de los adolescentes", mientras que Jami Bernard del New York Daily News señaló que "Sawa es sólido como un "típico adolescente" dotado de un don raro e inoportuno". Mick LaSalle del San Francisco Chronicle elogió a Sawa y Ali Larter por el trabajo en conjunto, señalando que "Larter y Sawa, que se vuelven más desprolijos y con sus ojos fuera de órbita a medida que avanza la película, forman una pareja atractiva". Dustin Putman de TheMovieBoy.com elogió el desempeño de Sawa, diciendo:

"Devon Sawa, una estrella en ascenso que dio un buen uso a sus habilidades físicas de comedia en la comedia dramática de 1999, "Idle Hands", es aún más una presencia carismática (en DF1). Las emociones conflictivas que siente por su supervivencia, así como la pérdida de los otros pasajeros, se conjugan de manera excelente y sutil de su parte. Una escena, en la se lo ve mirando un informe de noticias sobre el accidente es especialmente realista y poderosa"
Dustin Putman

.